# NGC 1117
NGC 1117 في الفهرس العام الجديد، هي مجرة، تقع في كوكبة الحمل. اكتشفت بواسطة ألبرت مارث.

## روابط خارجية
- NGC 1117 على موقع ويكي سكاي: DSS2, SDSS, GALEX, IRAS, Hydrogen α, X-Ray, Astrophoto, Sky Map, Articles and images